# 1784 na ciência

## Eventos
- aprimoração do motor a vapor por James Watt.

## Nascimentos
| Data           | Nome                  | Profissão                                   | Nacionalidade    | Observações                                        | Ref         |
| -------------- | --------------------- | ------------------------------------------- | ---------------- | -------------------------------------------------- | ----------- |
| 12 de março    | William Buckland      | Deão de Westminster, geólogo e paleontólogo | Reino Unido      | m. 1856 Medalha Copley 1822 Medalha Wollaston 1848 | [ 1 ] [ 2 ] |
| 20 de setembro | Richard John Griffith | geólogo                                     | Reino da Irlanda | m. 1878 Medalha Wollaston 1854                     | [ 2 ]       |

## Mortes
| Data          | Nome                   | Profissão   | Nacionalidade   | Observações                 | Ref         |
| ------------- | ---------------------- | ----------- | --------------- | --------------------------- | ----------- |
| 12 de maio    | Abraham Trembley       | naturalista | Suíça           | n. 1710 Medalha Copley 1743 | [ 3 ] [ 1 ] |
| 4 de setembro | César-François Cassini | cartógrafo  | Reino da França | n. 1756                     |             |

## Prémios
Medalha Copley
- Edward Waring[1]